# Nuevas Poblaciones de Sierra Morena y Andalucía
Las Nuevas Poblaciones de Sierra Morena y Andalucía fueron una intendencia española creada en 1784, durante el reinado de Carlos III, al amparo de un fuero propio de 1767. Posteriormente, este fuero fue derogado en tres ocasiones: entre 1810 y 1811 bajo el reinado de José I Bonaparte, por las Cortes de Cádiz  (entre 1813 y 1814) y durante el Trienio Liberal (1820-1823). La supresión definitiva se realizó el 5 de marzo de 1835, por Real Decreto. Esta intendencia fue la «quinta provincia andaluza», con el mismo nivel político y administrativo que los cuatro reinos de Andalucía: Córdoba, Jaén, Sevilla y Granada.
Carlos III le encargó la creación y gestión de las Nuevas Poblaciones a Pablo de Olavide, en calidad de superintendente, en 1767. Este creó pueblos en Sierra Morena, entre Córdoba y Écija y entre Écija y Carmona. El objetivo era favorecer la seguridad del tráfico de personas y mercancías que circulaban por esa parte del camino que iba de Madrid a Andalucía, que era un terreno silvestre en el que se refugiaban los bandoleros. Para ello se fomentó en esos lugares la agricultura y la ganadería con colonos centroeuropeos católicos, principalmente alemanes, flamencos y suizos. Los primeros colonos fueron traídos por el aventurero bávaro Gaspar de Thürriegel.
Se intentó crear una nueva organización social desembarazada de las taras heredadas del pasado que, según los reformadores ilustrados, entorpecían la vida de los campos. Para ello, Olavide y Campomanes redactaron el Fuero de las Nuevas Poblaciones, que regulaba los aspectos de la vida económica y social de los colonos.
Los nuevos asentamientos humanos no recibieron el nombre de ciudad, villa o lugar, sino que se conocían como feligresías y aldeas y todas en conjunto como «Nuevas Poblaciones». La sede del superintendente se estableció en La Carolina en 1767, quedando a partir de 1784 como sede de la intendencia, y se estableció una subdelegación en La Carlota en 1768.

## Poblaciones

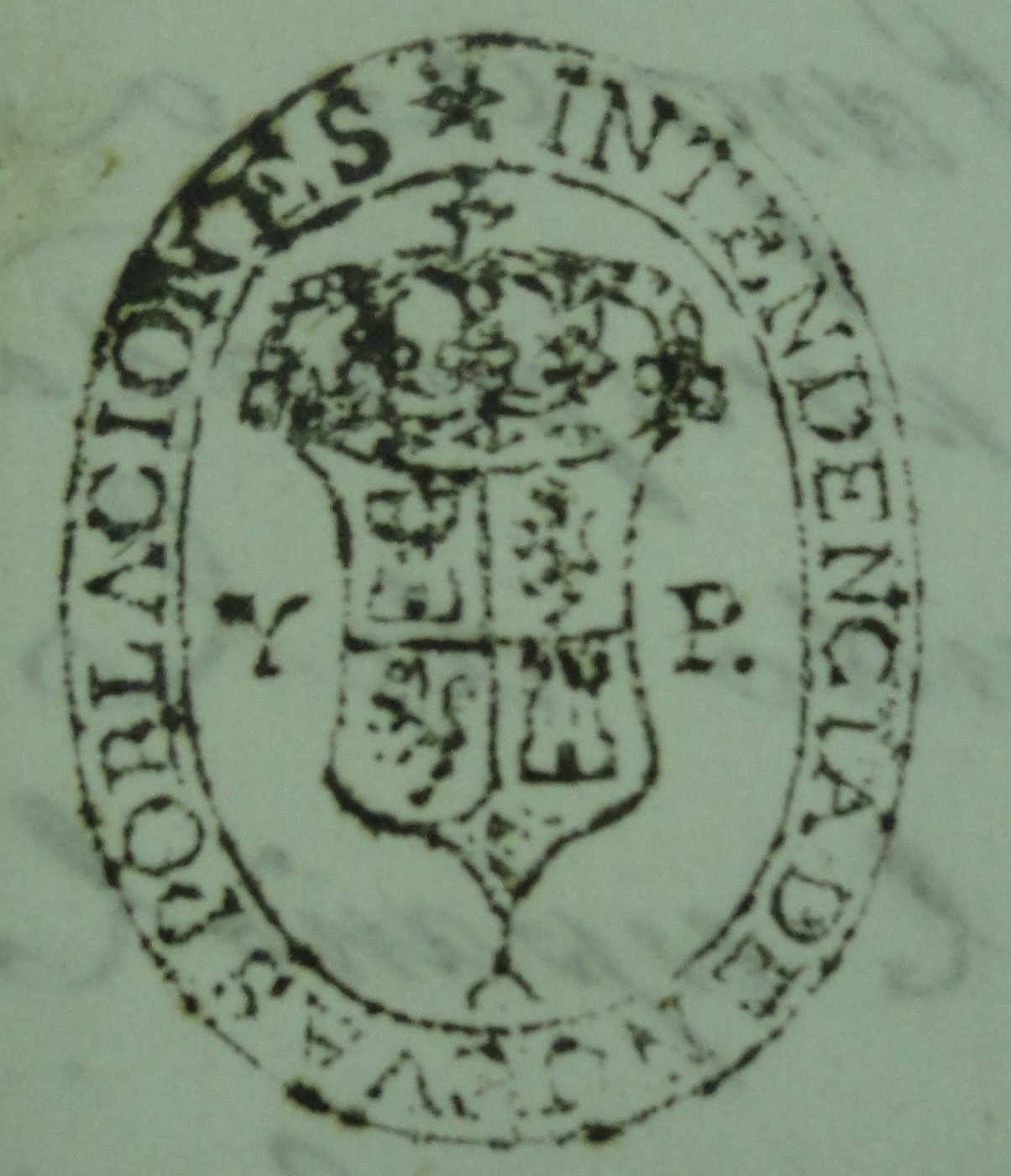
Sello con el escudo de la intendencia de Nuevas Poblaciones

En Sierra Morena se crearon las nuevas poblaciones de: Aldeaquemada, Arquillos, Carboneros, La Carolina —sede del superintendente y de la intendencia después—, Guarromán, Miranda del Rey, Magaña, Montizón, Navas de Tolosa, El Rumblar y Santa Elena.
La feligresía de La Carolina contaba con tres aldeas: Camino de Granada (Isabela), Venta del Catalán (Fernandina) y Vista Alegre. La de Carboneros con cuatro: El Acebuchar, Los Cuellos, La Mesa de Carboneros y Escolástica. Guarromán con cuatro: Arellano, Martín Malo, Los Ríos y El Altico. Arquillos con una: El Porrosillo. Montizón con dos: Aldeahermosa y Venta de los Santos. Aldeaquemada con tres: Buenos Aires, Santa Cruz y Tamujosa. Santa Elena con: El Portazgo, Venta Nueva y Las Correderas (las casas de Las Correderas, El Collado de los Jardines y Mojón Blanco). Miranda, con una: Magaña. Navas de Tolosa con: Fuente del Rey o del Rey (Ocho Casas) y Camino de Vilches (Seis Casas).
En la Baja Andalucía se crearon las nuevas poblaciones de: La Carlota —sede de una subdelegación—, La Luisiana, Fuente Palmera y San Sebastián de los Ballesteros.
La feligresía de La Carlota contaba con cinco aldeas: La Fuencubierta, Garabato, Pinedas, Pequeña Carlota y Vaneguillas. Fuente Palmera albergaba las aldeas de Cañada, Villar, Ventilla, Peñalosa, Herrería, Villalón, Aldea del Río (actual pedanía Ochavillo del Río), Silillos y Fuente Carreteros (municipio independiente desde 2018). La Luisiana, por su parte, contaba con tres aldeas: Cañada Rosal (municipio independiente desde 1986), El Campillo y Motillos.
En 1781 se fundó la población de Concepción de Almuradiel, en La Mancha, con habitantes de las vecinas localidades del Viso del Marqués y Santa Cruz de Mudela. En 1793 el pueblo fue incorporado administrativamente a las Nuevas Poblaciones de Sierra Morena, que en aquel momento dirigía como intendente Miguel de Ondeano. Desde entonces, estuvo sujeta al Fuero de Nuevas Poblaciones de 1767.
Además, siguiendo el mismo patrón fundacional, en 1768 se crean las poblaciones de Armajal y Prado del Rey, con habitantes de la sierra de Grazalema y de la serranía de Ronda, lo cual daría origen al municipio gaditano de Prado del Rey. Esta nueva población nunca se rigió por el fuero de las Nuevas Poblaciones.

## Antecedentes

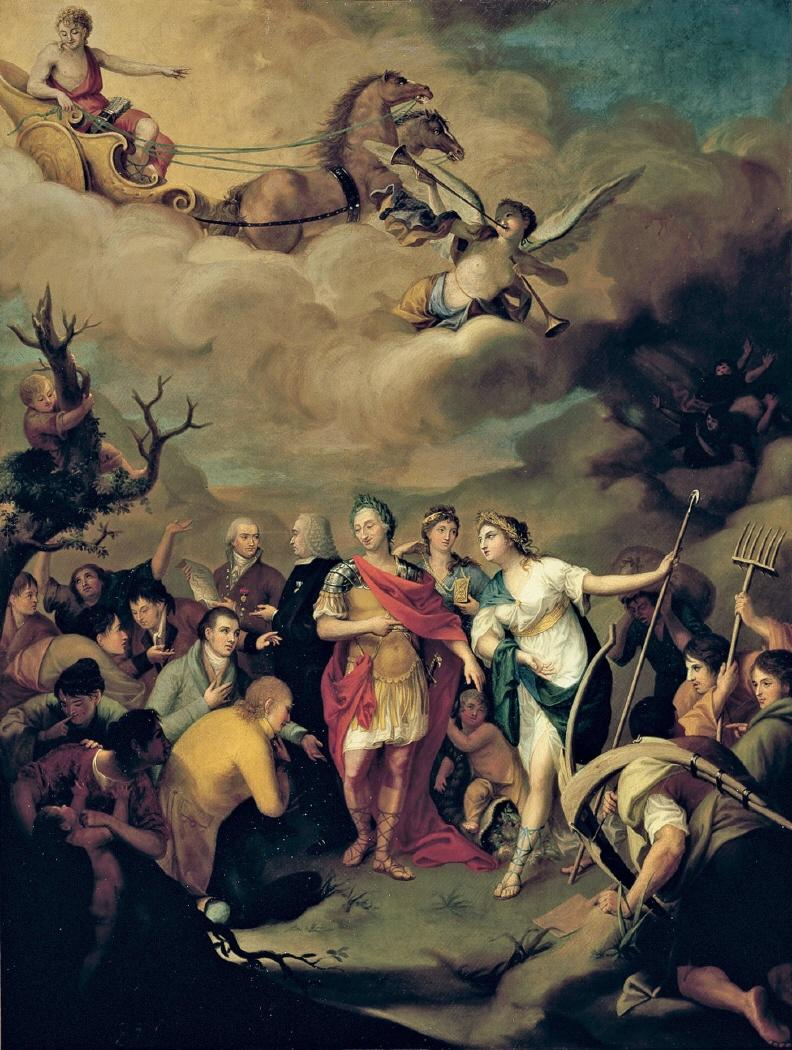
«Carlos III entregando las tierras a los colonos de Sierra Morena», por José Alonso del Rivero. 1805. Óleo sobre lienzo. 168 x 126 cm. Real Academia de Bellas Artes de San Fernando. Madrid.

Los territorios del Sacro Imperio Romano Germánico se encontraban en una situación difícil tras las dos últimas guerras. Las colonizaciones llevadas a cabo por Federico II en las landas prusianas habían alcanzado una gran resonancia. De la misma forma, Catalina II de Rusia, entre 1764 y 1765, había invitado a los alemanes a poblar las grandes tierras vacías de Rusia.
En mayo de 1766 Gaspar de Thürriegel, aventurero bávaro, propuso al rey Carlos III la recluta en Alemania y Flandes de unos 6 000 colonos que podrían ser utilizados en poner en valor las tierras de Puerto Rico y Sudamérica. Antes de responder, el gobierno quiso consultar la medida con Pablo de Olavide, considerado alguien competente y buen conocedor de la América española.
Olavide respondió que la prosperidad de América dependía de la población, pero que el aumento de la misma debía de tratarse de forma diferente dependiendo de si se trataba de regiones ya explotadas donde existía una sociedad organizada o de regiones completamente vacías. En las zonas ya pobladas existía una sociedad conformada por blancos de origen español, indios y esclavos negros. Los indios eran empleados en las minas y los negros en el campo. Para Olavide, si se enviasen alemanes a estos países, se "contaminarían" de los prejuicios raciales y se apartarían pronto de trabajar la tierra, por lo que no se crearía una colonia de trabajadores. Por otro lado, era urgente poblar las vastas comarcas vacías de la Sudamérica meridional, tanto para asegurar las escalas de los barcos que doblaban el Cabo de Hornos como para impedir a los ingleses instalarse allí. Sin embargo, para Olavide, poblarlas exclusivamente de extranjeros presentaba inconvenientes. Para él, sería mejor colonizar esos territorios con una parte de extranjeros y otra mayor de españoles, para que prevaleciese el idioma español, para que el ministerio religioso lo llevasen a cabo sacerdotes españoles y, finalmente, para crear leyes y reglamentos con el propósito de españolizar a los extranjeros. Olavide propuso que los españoles encargados de poblar las zonas vacías de Sudamérica saliesen de los hospicios de Madrid y San Fernando de Henares.
La opinión desfavorable de Olavide y de una comisión creada al efecto fueron transmitidas al Consejo de Castilla, que propuso como mejor solución emplear esos seis mil colonos en poblar "Sierra Morena u otros despoblados".
Se trataría de poblar la región desierta entre Valdepeñas, al sur de La Mancha, y Bailén, en la parte septentrional de Andalucía. De ese modo, se recuperaría para la agricultura esa enorme extensión de montes, anteriormente explotados y abandonados a partir del siglo XIII, y se aseguraría la nueva carretera general planeada en 1761 que comunicaría Madrid con Andalucía. En aquel entonces, solo existía un camino, apenas transitable para carros, con algunas ventas que eran cómplices y encubridores de bandoleros, que se encontraban por aquellos parajes y que atracaban y a veces mataban a los viajeros. La Santa Hermandad no era suficiente para perseguir a estos delincuentes. La idea, de los tiempos de Fernando VI, era reemplazar el bosque y el matorral por cultivos y establecer en el terreno una población sedentaria con interés en la seguridad pública, para lo cual era útil la población ofrecida por el aventurero bávaro.
Era preciso, pues, un nuevo convenio con Thürriegel. El 26 de febrero de 1767, el Consejo de Castilla propuso al soberano un nuevo proyecto de convenio. Este fue ratificado el 3 de marzo ante el escribano principal del Consejo. Thürriegel se comprometía a reclutar en Alemania y Flandes seis mil colonos, todos católicos, y asegurar su transporte hasta puertos españoles. Vivirían según las leyes españolas pero se les proporcionarían clérigos que hablasen su lengua. Thürriegel recibiría 326 reales por cada persona que desembarcase en España y sería investido del título de coronel. Además, al bávaro se le permitiría entregar a voluntad ocho títulos de capitán o de teniente. Estas condiciones fueron publicadas en una real cédula del 2 de abril de 1767.
El Consejo de Castilla, presidido por el conde de Aranda, encargó a Pablo de Olavide la labor de dirigir la colonización. Para Pedro Rodríguez de Campomanes, fiscal del Consejo, para dirigir las colonias "es necesario quien sepa conocer y tratar a los hombres y hacerse amar y respetar de la multitud, de lo que tiene dadas pruebas don Pablo de Olavide, en el rápido establecimiento del Real Hospicio de San Fernando".
El 22 de junio de 1767 la Gaceta de Madrid anunció el nombramiento de Pablo de Olavide de superintendente de Nuevas Poblaciones, asistente de Sevilla e intendente del Ejército en Andalucía.

## Fuero de las Nuevas Poblaciones de 1767
Olavide y Campomanes elaboraron el Fuero de las Nuevas Poblaciones. Esto fue una experiencia sociológica ilustrada. Se trató de crear, con elementos enteramente nuevos, una sociedad ideal desembarazada de las taras heredadas del pasado que, según los reformadores, entorpecían la vida de los campos.
El 5 de julio de 1767 se promulgó una Real Cédula para las Nuevas Poblaciones, que incorporaba una instrucción dada el 25 de junio de 1767. La instrucción tiene 79 preceptos.
El superintendente era el encargado de escoger el lugar de las nuevas fundaciones:

Artículo 5. El primer cuidado del superintendente de dichas poblaciones debe estar en elegir los sitios en que se han de establecer, y en que sean sanos, bien ventilados, sin aguas estadizas que ocasionen intemperie; haciendo levantar un plan para que, de este modo, en todas las dudas que ocurran, tenga a la vista la posición material de los terrenos, y se pueda hacer cargo de ella.

Cada familia tendría derecho a un lote de tierra laborable de 50 fanegas (unas 33 hectáreas). Recibirían a su llegada los instrumentos necesarios y un ganado de dos vacas, cinco ovejas, cinco cabras, cinco gallinas, un gallo y una cerda. También se les proporcionarían los medios de subsistencia necesarios hasta las primeras recolecciones.
Cada poseedor debía de cerrar sus tierras con una cerca con árboles frutales. Los ganados de la mesta no tendrían acceso al territorio colonizado y sus privilegios no tendrían fuerza allí. Tendría lugar una asociación estrecha entre crianza y labranza, ya que cada labrador sería también ganadero. La casa se establecería el lote de tierra cedido, quedando diseminadas por el campo. Se preveía, además, el establecimiento de núcleos de población que distasen el uno del otro alrededor de un cuarto de legua, así como que los principales núcleos se situasen a lo largo del camino real de Andalucía.
La unidad administrativa sería la feligresía, cuya jurisdicción se extendería a cuatro o cinco poblaciones y a las granjas dispersas situadas en su perímetro. Contarían con un diputado del común en cada pueblo. Cada feligresía contaría con un alcalde y un síndico personero. Todos estos cargos debían de ser electos y jamás podrían ser perpetuos.
Para escoger a sus representantes locales, las Nuevas Poblaciones se guiaban por el Auto Acordado dictado por el Consejo Real el 5 de mayo de 1766.
En cada lugar oportuno se levantaría una iglesia (atendida por un clérigo que hablase la lengua de los fieles), un edificio para la alcaldía y una cárcel. Las rentas municipales procederían del producto de los molinos y de los hornos comunes y, eventualmente, de las porciones de tierras cultivadas en común por todos los habitantes.
Estarían prohibidos los arbitrios, todos los privilegios y los monopolios que pudieran suponer trabas para el comercio.
Se prohibía la fundación de todo convento o comunidad religiosa.

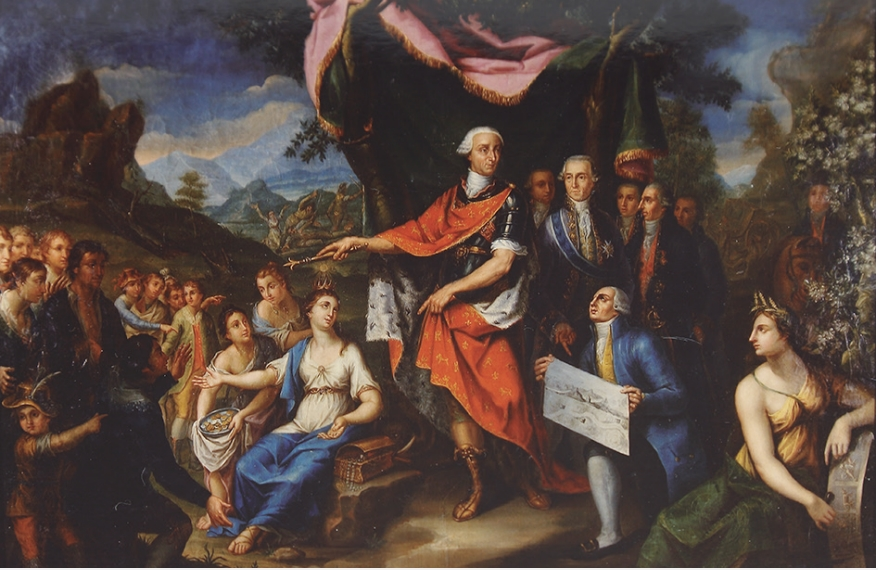
«Alegoría de la colonización de Sierra Morena por Pablo de Olavide en el reinado de Carlos III», por Felipe Abás Aranda. 1805. Colección de la familia Sanz Fuertes. Zaragoza.

Cada ayuntamiento debía de edificar una escuela y la educación elementar sería obligatoria para todos los niños. Pero, para evitar el abandono de la agricultura, se prohibía fundar escuelas de gramática y centros de estudios universitarios.

Artículo 75. No habrá estudios de Gramática en todas estas nuevas poblaciones, y mucho menos de otras Facultades mayores, en observancia de lo dispuesto en la ley del Reyno, que con razón les prohíbe en lugares de esta naturaleza, cuyos moradores deben estar destinados a la labranza, cría de ganados, y a las artes mecánicas, como nervio de la fuerza de un Estado...

Se podrían asentar españoles, pero solamente con la condición de que fuesen originarios de provincias alejadas (Murcia, Valencia, Cataluña, Aragón, Vascongadas, Asturias y Galicia), es decir, regiones con un régimen agrario distinto del común en Andalucía y otras tierras limítrofes. Además, se prohibieron los matrimonios entre alemanes y habitantes de provincias próximas.
En 1784 la superintendencia se transformó en una intendencia más. A las 22 intendencias creadas en 1749 se añadiría la Intendencia de las Nuevas Poblaciones de Sierra Morena y Andalucía. El Estamento de Procuradores del Reino pidió a la reina regente la suspensión de la intendencia el 26 de diciembre de 1834. Tras un informe favorable del Consejo Real y del Consejo de Ministros, el Real Decreto del 5 de marzo de 1835 declaró:

queda abolido el fuero de población mandado observar por Real Cédula del 5 de julio de 1767 y suprimidas en consecuencia la Intendencia de las Nuevas Poblaciones de Sierra Morena, la Superintendencia de Almuradiel, la Subdelegación de La Carlota, así como todos los demás empleos y juzgados establecidos en aquélla y posteriores disposiciones para la administración y régimen especial de dichas colonias.

## La población extranjera
Thürriegel partió para Alemania en junio de 1767. Para reclutar colonos, comenzó a repartir folletos en alemán y francés donde mencionaba los derechos que tendrían sus habitantes en virtud del fuero y describía de manera idílica las tierras españolas. Estableció en Francia un sistema de paradas y etapas en donde sus comisionados acogían a los viajeros para encaminarlos a España por tierra o por mar. La mayor parte de los colonos embarcaron en Sète para los puertos andaluces en barcos de los armadores Despetis y Thibal. Estos dos habían establecido un contrato con Thürriegel para tener la exclusiva del transporte en condiciones muy ventajosas.
Joseph Yauch, mayor del cantón de Uri de Suiza, ofreció a los representantes de España reclutar a cien familias de campesinos. Su propuesta fue aceptada, llegando con el gobierno español a un contrato semejante al de Thürriegel.
En Ajaccio, Córcega, algunos centenares de griegos se habían arruinado por la guerra entre corsos y genoveses y deseaban a abandonar la isla. Campomanes realizó un informe a favor de acogerlos en España y el Consejo de Castilla decidió admitir a las familias griegas. En 1768 Francia se anexionó Córcega y el nuevo gobernador de la isla, el conde de Marbeuf, impidió que los griegos embarcasen para España argumentando que Córcega necesitaba a sus trabajadores.
En Saint-Jean-d'Angély había unos dos mil franceses que habían llegado allí para ir posteriormente a colonizar la Guayana, pero esa colonización se había frustrado. Una parte de ellos, a la cual se unieron algunos artesanos, llegó a España en 1768.
Cuando Thürriegel repartió por Francia sus folletos en francés el secretario de Estado del país galo, Étienne François de Choiseul, prohibió la salida de sus ciudadanos para España y puso obstáculos a la salida de colonos que provenían de Alemania y Suiza. La Corte de Viena también se opuso a la salida de sus ciudadanos.

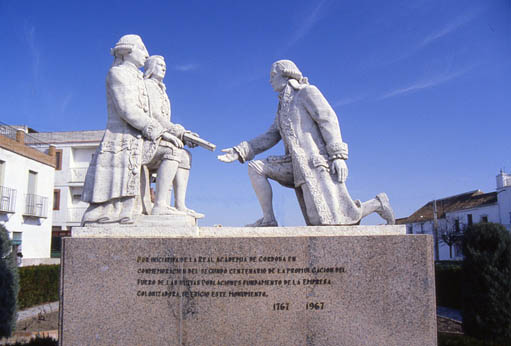
Olavide, arrodillado, recibe de Carlos III, en presencia de Campomanes, la real orden para la colonización. La Carlota.

Para que el gobierno imperial consintiese la partida de ciertos colonos, el embajador de España alegó que quería purgar el país de extranjeros vagabundos y perjudiciales. Por otro lado, Thürriegel, ansioso por cobrar por cada persona, reclutaba también a minusválidos y protestantes. Aunque en los puertos andaluces y en los Pirineos, comisarios designados por Olavide controlaban quien entraba y rechazaban a los considerados inútiles para la colonización, los armadores sobornaron a algunos de ellos para que dejasen entrar a todo el mundo. Otros comisarios eran más rigurosos, pero Campomanes, que quería comenzar lo antes posible el proyecto, frenó su celo con la esperanza de que el ambiente en las nuevas tierras hiciera de ellos ciudadanos de provecho para el Estado.
Olavide esperaba que llegasen campesinos, pero a partir de septiembre de 1767 empezó a llegar una multitud heterogénea.
Olavide pidió al general de los capuchinos, Aimé de Laballe, que enviase a las colonias a frailes que supiesen alemán y algunos que supiesen francés.
En la actualidad, se conservan apellidos extranjeros en las poblaciones que se fundaron. Se pueden mencionar algunos ejemplos: en La Luisiana se pueden encontrar  Hans, Pigner, Ancio, Uber, Delis, Rúger, Vidriel, Hebles, Columbrí, Fítler, Demans, Bacter y Lagrán; en Cañada Rosal existen Fílter, Rúger, Hans, Hebles, Duvisón, Delis, Chambra, Bacter, Balmont, Pigner, Uber, Ancio y Pistón; y en San Sebastián de los Ballesteros los apellidos extranjeros están presentes en un 50,94% de la población.
En la década de 1830 consta que había gente que sabía alemán en el entorno de La Luisiana. En La Carolina consta que hubo gente que sabía hablar alemán en la década de 1840. En 2020 se han documentado palabras de origen alemán y francés en las poblaciones fundadas con colonos extranjeros en el siglo XVIII.
Se conservan tradiciones centroeuropeas en algunas de las colonias: los huevos pintados en la Pascua de Resurrección en Arquillos, Cañada Rosal, Carboneros, Guarromán, La Luisiana y Santa Elena (donde los huevos son hervidos antes de ser pintados y se tiran por una ladera, llamándose a esto "rulahuevos"); y la Danza del Oso en Fuente Carreteros.

## Comienzos de las Nuevas Poblaciones

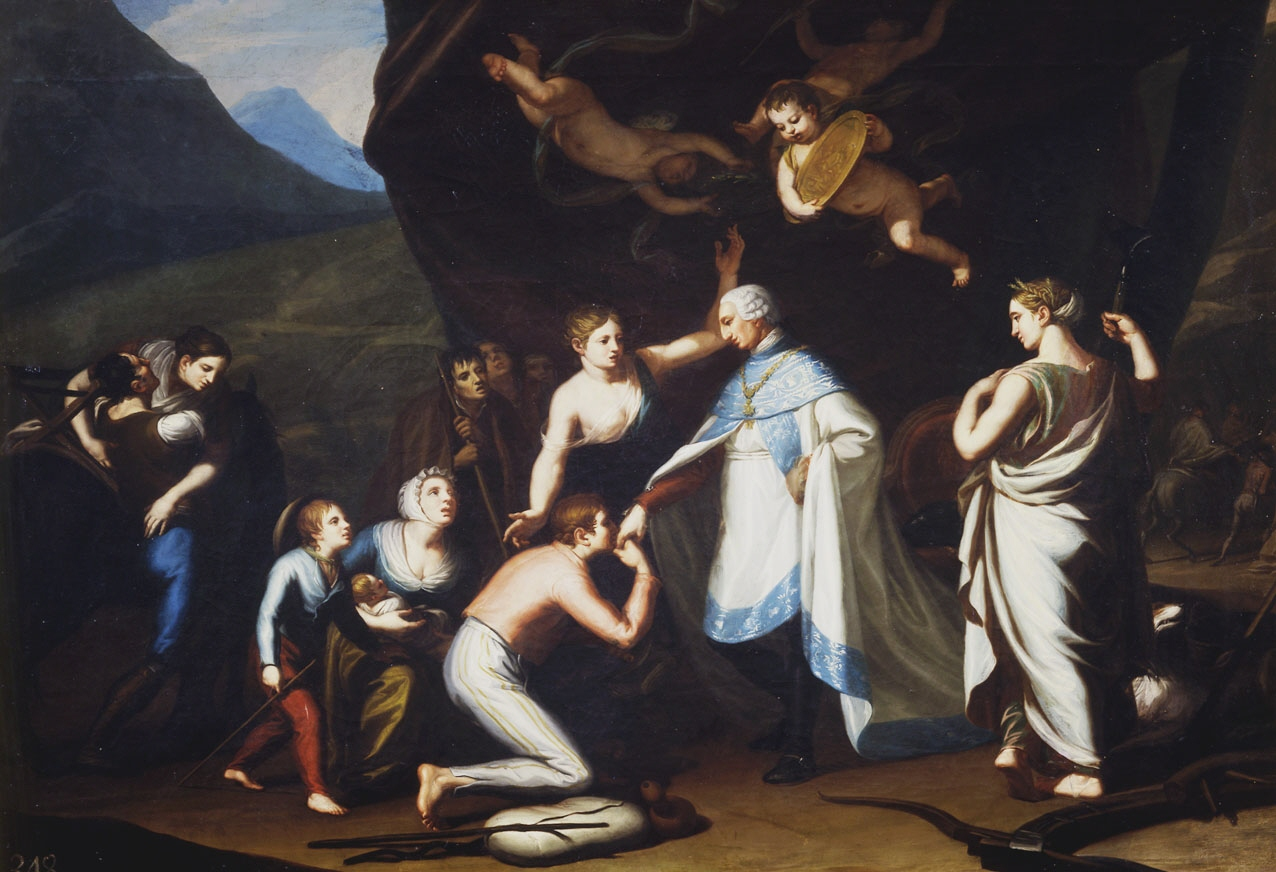
«Carlos III con el hábito de la orden de su nombre recibiendo a los colonos de Sierra Morena», por José de Odriozola y Oñativia. 1805. Óleo sobre lienzo. 100 x 140 cm. Real Academia de Bellas Artes de San Fernando. Madrid.

Una semana después de la publicación del fuero de 1767, Campomanes dirigió instrucciones a los comisarios encargados del inventario de los bienes de los jesuitas (expulsados de España ese mismo año) en las provincias de La Mancha, Extremadura y Andalucía, ordenándoles poner a disposición de Olavide ganado, grano, muebles y utensilios agrícolas pertenecientes a establecimientos de los jesuitas, procediendo antes a su inventario.
Olavide podría escoger a sus colaboradores y respondería solamente ante el Consejo de Castilla. Además, trataría con el ministro de Hacienda todas las cuestiones financieras.
Olavide nombró como subdelegado a un amigo, el ilustrado Miguel de Gijón y León. La extensión de las colonias en 1768 condujo a Olavide a designar a un segundo subdelegado. Trató de contar para este cargo con Luis de Urbina, esposo de su prima Gracia de Olavide y coronel de un regimiento en Cádiz, pero el ministro de la Guerra se opuso para no privarse de un oficial de ese mérito. Entonces escogió a Fernando de Quintanilla. Olavide nombró como tesorero a Miguel de Ondeano, que tras la caída en desagracia de Olavide en 1775, le sucedió en el cargo de superintendente de Nuevas Poblaciones. Este se transformó en intendente en 1784 y ocupó ese cargo hasta su muerte el 20 de diciembre de 1794. En 1795 Tomás González Carvajal fue nombrado nuevo intendente.
Por sus simpatías con Francia, Olavide escogió a franceses para tratar de determinados asuntos con los colonos, aunque los de origen galo fuesen minoría. Los franceses estuvieron en el "estado mayor técnico" como ingenieros o expertos agrónomos. Olavide nombró secretario general de la superintendencia a su secretario particular, Bernard d'Arquée (españolizado como Darquea). Como director del clero Olavide designó al sacerdote francés Jean Duval Lanes, que había colaborado con él en el Hospicio de San Fernando de Henares.
Olavide llegó a Sierra Morena por primera vez el 20 de agosto de 1767 para hacer las primeras delineaciones topográficas de la región que debía roturarse y para disponer lo necesario para la fundación de las primeras tres poblaciones: La Peñuela, Santa Elena y Guarromán.
En 1573 se había fundado en un entorno conocido como La Peñuela un monasterio de carmelitas descalzos. Para la fundación de la primera de las Nuevas Poblaciones, el monasterio fue expropiado y usado como una de las primeras infraestructuras de la localidad. Olavide decidió establecer en La Peñuela la sede de la superintendencia y de la contaduría mayor. Dio orden de construir, junto a la iglesia que había pertenecido a los carmelitas, el conocido como Palacio de Intendente, que aún se conserva. Los primeros colonos llegaron en septiembre de 1767 pero no había casas para albergarlos, lo que provocó los primeros descontentos. Las familias pudieron instalarse en el monasterio y en tiendas levantadas por los Regimientos Suizos destacados en La Peñuela. Las obras de la nueva población fueron a buen ritmo y, en 1768 se construyeron dos columnas conmemorativas con relieves en piedra que aluden a los trabajos realizados. El 22 de noviembre de 1770 Olavide comunicó al ministro Múzquiz que ha dado la orden de cambiar el nombre de La Peñuela por el de La Carolina, en honor a Carlos III.

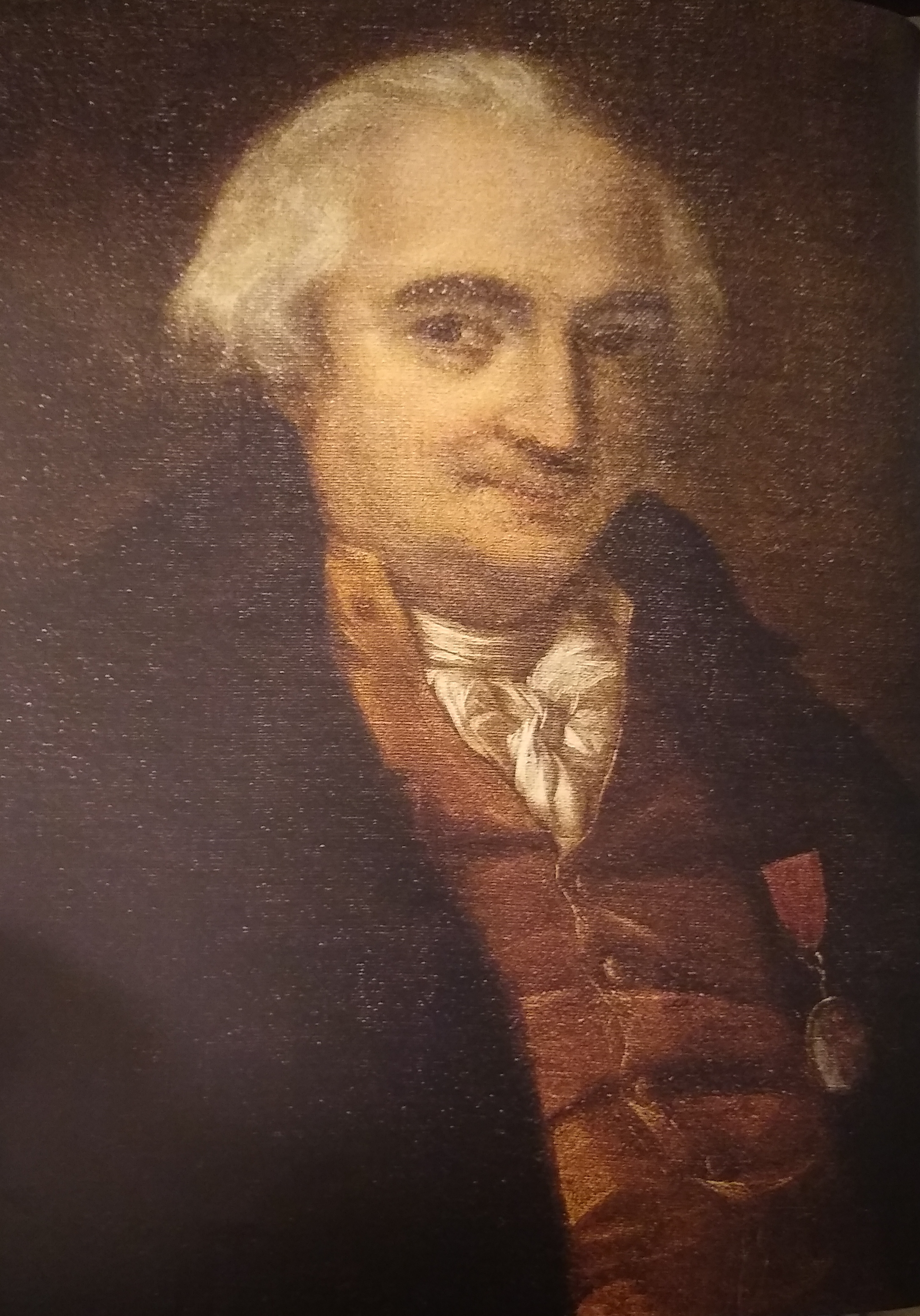
Retrato de Pablo de Olavide. Siglo XVIII. Donado por Bartolomé Soriano y Arellano al Ayuntamiento de La Carolina en 1907. Restaurado en 2014. Museo de La Carolina.

El invierno de 1767 fue duro y Thürriegel le había prometido a los colonos un clima ideal. En noviembre, una tempestad derribó tiendas y campamentos provisionales donde estaban alojados precariamente los primeros colonos. Gijón puso remedio, en la medida de lo posible, haciendo construir barracones e instalando a empleados en el antiguo monasterio carmelita de La Peñuela.
En 1767 se fundó también Fuente Palmera (que hasta 2018 abarcó administrativamente a Fuente Carreteros).
En octubre de 1767 se concedieron los lotes de tierra. En febrero de 1768 Olavide, con la aprobación del Consejo de Castilla, hizo un reglamento de policía y administración fijando las condiciones de elección de los primeros alcaldes y prohibiendo a los colonos abandonar sus tierras. Creó inspectores para vigilar el trabajo. Estos llevaban un libro que indicaba los adelantos en la roturación. Sin embargo, estos inspectores no entendían mucho de agricultura y se limitaban a informar de que todo iba bien sin realizar las debidas comprobaciones. Por esto, Olavide tuvo que inspeccionar las tierras personalmente. Como estas medidas tuvieron pocos resultados, Olavide fijó una extensión mínima a roturar cada día y encerró a los colonos más recalcitrantes en la cárcel.
Los capuchinos extranjeros, como pertenecían a una orden religiosa, se declararon libres de la jurisdicción del obispo y del sacerdote francés Duval Lanes. Algunos de los capuchinos empezaron a realizar una campaña contra las Nuevas Poblaciones, llegando algunas de sus quejas a Suiza, lo que comprometía la llegada de nuevos colonos de ese país.
En una carta del 3 de enero de 1769 Gijón hace una recopilación de las quejas expresadas en múltiples ocasiones a lo largo del año anterior: la mayor parte de los colonos son "absolutamente inútiles" para el campo, ya que de cada cien solo diez sabían lo que era un arado; en una jornada roturan una décima parte de lo que haría un campesino cualquiera de Andalucía; la mayor parte rehúsan trabajar la tierra, porque no lo han hecho nunca; muchos piden el pasaporte para volver a su país; otros desertan, abandonando a sus familias.
Los colonos recién llegados no tenían recursos para sostenerse. En noviembre de 1767, bajo el pretexto de estar realizando un inventario, el Consejo de Castilla suspendió la llegada de trigo de los jesuitas expulsados. En invierno, las lluvias hicieron inutilizables los caminos, dificultando la llegada de material. Para evitar el hambre en 1768 se encargó a los Cinco Gremios Mayores de Madrid el aprovisionamiento de pan de las colonias. El ministro de Hacienda, al ver que la colonización solo generaba gastos, preguntó a Olavide el 2 de septiembre cuándo terminaría esta situación. Olavide respondió que los gastos eran debidos a la construcción de casas, a la compra de herramientas y ganado y a la entrega a los colonos de pan.
En el verano de 1768 las colonias se encontraban abrumadas por el calor y mermadas por las epidemias. En agosto, el mismo Gijón enfermó de tifus. El hospital no podía atender a todos los enfermos y la mortalidad era muy alta. La mortalidad disminuyó en otoño, aunque en noviembre todavía murieron 150 personas y 55 en diciembre. En diciembre de 1768 Gijón escribió a Olavide que los supervivientes estaban cadavéricos.
En 1768 empezó a responderse favorablemente a las peticiones de españoles, sobre todo las regiones de Valencia y Cataluña, que deseaban instalarse en las Nuevas Poblaciones con las mismas condiciones que los extranjeros.
En 1768 se fundaron los actuales municipios de Aldeaquemada, Arquillos y Carboneros.
El 20 de mayo de 1768 se dio inicio a un nuevo partido territorial, las Nuevas Poblaciones de Andalucía, al sur de Sierra Morena, para instalar a los colonos. Una nueva población se instaló en donde estaba la Hacienda de San Sebastián de los Ballesteros, que había pertenecido había pertenecido al Colegio de Santa Catalina de Córdoba, de los jesuitas. Otra población se creó en el Cortijo de La Parrilla, perteneciente al Concejo de Córdoba. La Parrilla cambiaría su nombre a La Carlota. La administración de este nuevo territorio se instaló primero en edificios que los jesuitas tenían en San Sebastián de los Ballesteros, pero en diciembre de 1768 se finalizó el edificio administrativo de La Carlota, situándose aquí la subdelegación para los nuevos municipios al sur de Sierra Morena.
En los baldíos de Mochales se fundaría la feligresía de La Luisiana, que contaría con las aldeas de Cañada Rosal (municipio independiente desde 1986), El Campillo y Los Motillos (desaparecida a mediados del siglo XIX).
A finales de 1768 empezaron a llegar los primeros colonos a La Luisiana, aunque el mayor contingente de personas llegó desde marzo a octubre de 1769.
En 1769 se fundó Cañada Rosal. A finales de ese año se fundó Montizón.
En el verano de 1769 empezaron epidemias de tercianas y obstrucciones intestinales que afectaron especialmente a Fuente Palmera y La Luisiana, dejando una gran mortandad.
En agosto de 1768 Thürriegel dirigió a Campomanes una memoria escrita por un capellán alemán de Sierra Morena, Johann Gloecker, en la que se afirma que los colonos "viven tiranizados gimiendo bajo la opresión; están peor que en la isla de la Cayena". El gobierno encargó al obispo de Jaén que investigara su veracidad y este, semanas después, declaró que la mayor parte de lo declarado por Gloecker era falso. Se decía que el pan era incomible y este certificó que era bueno, se había hablado de que había casas en ruinas pero que él no había encontrado ninguna en ese estado y también se había indicado que los empleados se comportaban de modo indecente pero él había visto que se comportaban correctamente.
Joseph Yauch, que solamente había logrado traer a doce familias de las cien a las que se había comprometido, también atacó el funcionamiento de las colonias enviando una memoria en marzo de 1769 con cosas que ya había desmentido el obispo de Jaén. El suizo pedía que se enviase una nueva inspección. Campomanes estuvo de acuerdo con enviar un visitador a las colonias. El conde de Aranda envió a Ricardo Wall y el marqués de la Corona. Olavide estaba satisfecho con el estado de las colonias y no puso inconveniente.
Sin embargo, Olavide se mostró disconforme en abril de 1769 cuando se enteró de que se iba a enviar a un visitador con plenos poderes, Pedro Pérez Valiente. Por decisión de Gijón, Pérez Valiente fue guiado por Joseph Branly. El primer informe que Pérez Valiente dirigió al ministro Múzquiz era favorable: la tierra era de buena calidad y la cosecha prometía. Pérez Valiente suspendió, con un fútil pretexto, la paga a Duval Lanes, cambió detalles de los relieves de una de las columnas de La Carlota, y empezó a oír con agrado las quejas de los habitantes de Écija, enemigos declarados de las colonias. Gijón, tras varios encontronazos con este inspector, presentó su dimisión, aunque ni el ministro Múzquiz ni Aranda la aceptaron. Quintanilla también hizo lo mismo semanas más tarde.
El 18 de julio el conde de Aranda dio por terminada la visita de Pérez Valiente, aunque este lo ignoró y continuó la inspección hasta que el Consejo de Castilla, de forma imperativa, le llamó para que regresase el 24 de agosto. Entonces abandonó sus funciones en las colonias.
La inspección de Ricardo Wall fue favorable, llegando a afirmar que: "Los que censuran su conducta [la de Olavide] vengan a verlo y hablen después, que ninguno de ellos sería capaz de hacer no digo otro tanto, pero ni aún la mitad". La inspección del marqués de la Corona coincidió en mayo con la de Pérez Valiente y dirigió un informe al Consejo de Castilla criticando algunas decisiones de este, como el haber intentado trasladar una localidad que ya poseía hospital, iglesia y algunas buenas casas.

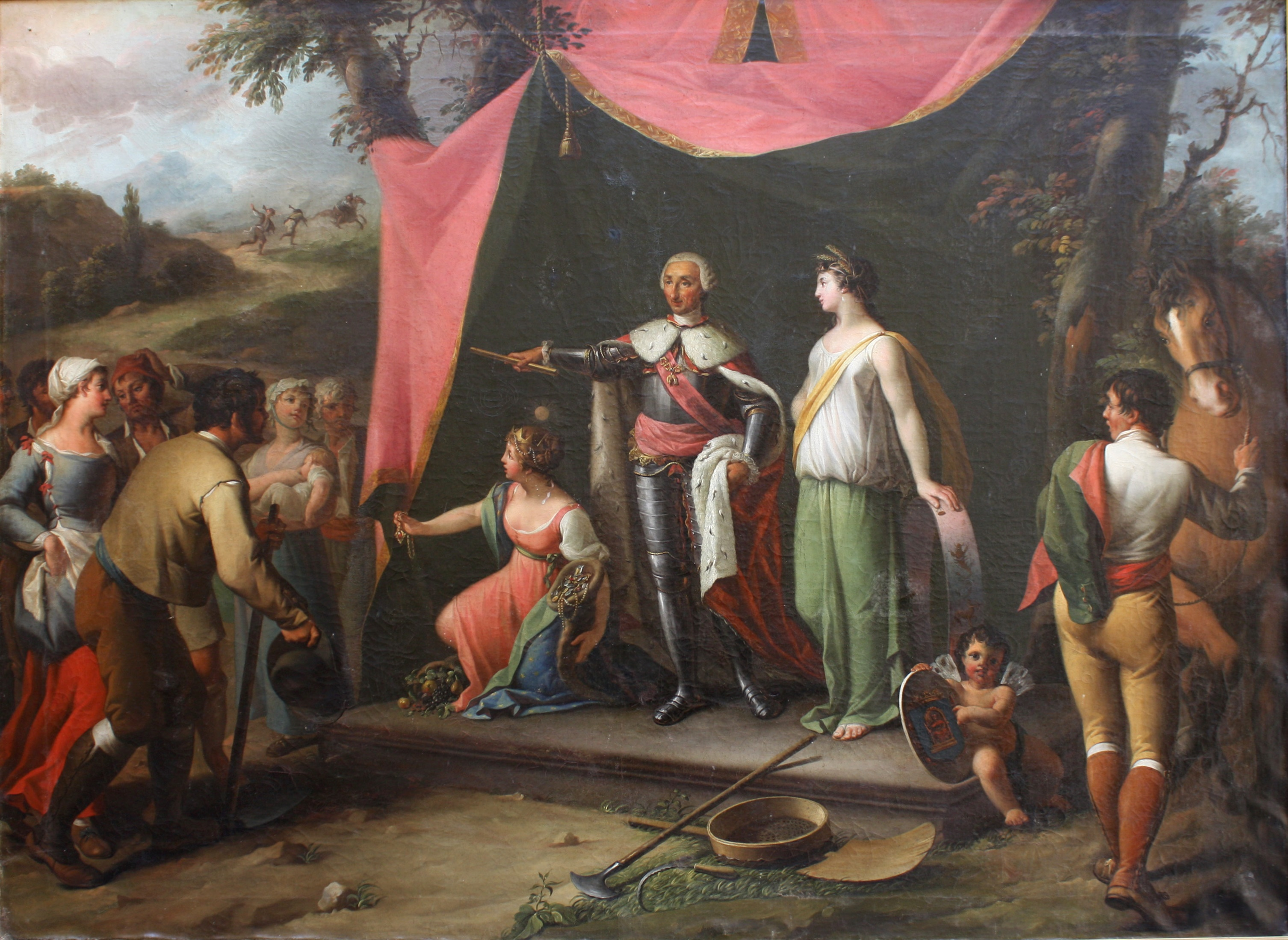
«El rey Carlos III funda la colonia de La Carolina», por Victorino López Herranz. 1805. Óleo sobre lienzo.124,5x167 cm. Alcázar de Segovia.

Un informe de Pérez Valiente, remitido al conde de Aranda a principios de noviembre de 1769, es muy crítico con las colonias: anarquía e improvisación en la acogida hecha a los colonos que carecen de cuidados materiales y espirituales; no todos han recibido las 50 fanegas de tierra, como obliga el fuero de 1767; la dispersión excesiva de las explotaciones hace imposible la mutua ayuda entre los campesinos e impide toda vida social; número excesivo de empleados con sus correspondientes sueldos a costa del rey; quejas de pueblos vecinos, que dicen haber sido despojados de sus tierras;  y engaños para causar buena impresión a los viajeros, como situar en los lados de la carretera las tierras mejor trabajadas. Pérez Valiente propone que hay que abandonar cierto número de pueblos ya edificados y reducir otros.
El fiscal Campomanes encontró contradicciones en el informe de Pérez Valiente y consideró que sus observaciones no se sostenían en testimonios de los colonos. Finalmente, consideraba que, aunque fuese necesario imponer reformas en la colonias, estas debían de ser implementadas por el propio Olavide, ya que sería arriesgado que las hiciera alguien no enterado del sistema. En abril de 1770 el propio Olavide testificó ante la Junta que había mandado a Pérez Valiente a las colonias y sus explicaciones resultaron convincentes.
Sin embargo, el marqués de la Corona empezó a criticar la obra de Olavide ante la Junta con los argumentos de Pérez Valiente y proponía que, el conde de Aranda, asistido por un fiscal, visitase las colonias. El conde de Aranda se negó.
El 6 de julio de 1770 la Junta elaboró unas instrucciones que ponían fin a la colonización. Algunas tierras deberían abandonarse por su insalubridad o su mediana fertilidad. Los colonos inútiles serían despedidos y no se tomarían otros si no fuese necesario. Las nuevas construcciones debían limitarse al mínimo y varios empleados administrativos serían despedidos. También era necesario empezar a tratar del fin de la indemnización en dinero y especie a los colonos, ya que el desarrollo de la agricultura local la hacía innecesaria. Para asegurar a los colonos recursos se fomentaría la ganadería en las montañas vecinas y se crearían industrias destinadas al mercado local. Olavide conservaría la autoridad financiera y seguiría dirigiendo las colonias, pero la autoridad judicial pasaba a los alcaldes mayores. El sacerdote Duval Lanes, que había creado una especie de reglamento eclesiástico, fue confirmado en sus funciones de vicario y capellán mayor, con autoridad sobre otros clérigos de las Nuevas Poblaciones. Estas instrucciones le fueron comunicadas a Olavide en septiembre de 1770.
En 1772 los capuchinos dirigieron una carta al general de la orden para quejarse de malos tratos que recibían de los jefes de las colonias. Estas quejas eran vagas y no señalaban hechos concretos, pero fueron transmitidas al primer ministro Jerónimo Grimaldi y a Olavide. Olavide encargó al vicario Juan Lanes Duval que mandase a cada capuchino exponer sus razones de descontento. Fray Romualdo de Friburgo, un capuchino que había llegado en 1770, declaró que no tenía ninguna queja que presentar y el resto rehusaron responder ante él.
Fray Romualdo de Friburgo empezó a introducir entre los colonos alemanes el fraternum foedus, una mezcla de sociedad comercial, de caja de ahorros y de compañía de seguros.
Con el paso del tiempo, empezaron a llegar colonos del Levante español y las colonias comenzaron a hispanizarse. La hispanización fue especialmente fuerte en La Carolina, donde la instalación de fábricas había atraído a numerosos obreros y artesanos procedentes de otras regiones españolas, sobre todo de Cataluña. Al no poder asegurarse la dirección espiritual ni mundana en el futuro de las Nuevas Poblaciones se predispuso en contra de las colonias y en 1774 empezó a intentar provocar y facilitar deserciones y a organizar rebeliones contra la administración pública. El 27 de marzo de 1776 el Consejo de Castilla dirigió al rey un informe en el que pedían la expulsión de este fraile capuchino. Tal vez advertido de ello, Romualdo se marchó de las Nuevas Poblaciones y abandonó España después del verano de ese año.
Sin embargo, fray Romualdo ya había atraído a su causa al confesor del rey Carlos III y consejero de la Inquisición fray Joaquín de Eleta. Además, en 1775 fray Romualdo había denunciado a Olavide ante la Inquisición de Córdoba, aportando dos largas memorias con todos sus supuestos errores en materia de fe. Las pesquisas de la Inquisición de Sevilla acerca de Olavide por otras causas y las denuncias de la Inquisición de Córdoba sobre el mismo fueron a parar al Consejo de la Suprema Inquisición, que era el único que podía juzgar a Olavide. El 31 de octubre de 1775 el inquisidor general dirigió al rey Carlos III una petición para proceder contra Olavide. El monarca aceptó y mandó llamar a Olavide a Madrid. En diciembre de 1775 Olavide se dirigió a la Corte, abandonando las Nuevas Poblaciones.
En 1774 Tomás Francisco Prieto y Jerónimo Antonio Gil elaboraron una medalla que en un lado tenía la cara de Carlos III y en el otro una alegoría del establecimiento de estas colonias. En la actualidad, la medalla de se conserva en el Museo del Prado de Madrid.

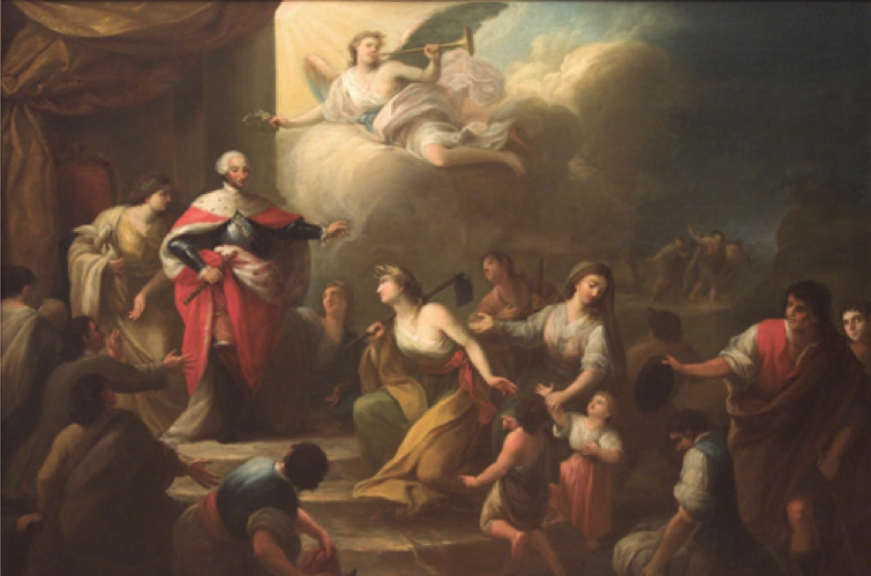
«Carlos III ejecutando el proyecto de poblar Sierra Morena», por Francisco Lacoma Sans. 1805. Óleo sobre lienzo. 126x168 cm. Real Academia Catalana de Bellas Artes de San Jorge. Barcelona.

El 25 de mayo de 1775 el subdelegado Fernando de Quintanilla le dijo al superintendente Olavide que ya estaban ocupados todos los terrenos de su demarcación. Se llevó a cabo el reconocimiento de algunos terrenos y se tomó posesión de los baldíos de las villas de Hornachuelos y Espiel para una futura ampliación del proyecto colonizador en mayo de 1776 en la Sierra del Tardón. Finalmente los nuevos terrenos no solo se utilizaron para obtener ingresos con el arriendo de las dehesas, y poder hacer frente a los gastos de la hacienda de las Nuevas Poblaciones, sino también en menor medida para el ganado de los colonos. Pero pese a que eran necesarios para las Nuevas Poblaciones de Andalucía la Corona fue vendiendo estas tierras en la Sierra del Tardón para pagar sus deudas, una parte en 1779 y el resto en 1799.
Las Nuevas Poblaciones de Andalucía contaron con la oposición de Écija. Esto se debe a que para la fundación de La Luisiana se le quitaron 10 066 fanegas de tierra y para la fundación de Fuente Palmera y La Carlota se le arrebataron 5 804 fanegas. Para las tierras baldías no hubo compensación del gobierno y, con las fundaciones, Écija perdió el 65% de sus terrenos baldíos, que eran usados para que pastase el ganado, abastecimiento de maderas, producción de carbón, etcétera. Los ecijanos llegaron a quemar casas y cultivos de los colonos. En agosto de 1769 tuvieron que llegar dos compañías de infantería ligera de Cataluña para evitarlo. Carlos III firmó un decreto el 17 de octubre de 1769 en el que imponía duras penas a los incendiarios y a los que robasen ganado a los colonos.
En 1791 hubo intención de crear asentamientos en la zona del Castillo de la Monclova, pero este proyecto fracasó en 1792 por la oposición del marqués de Ariza y conde de la Monclova, propietario de las tierras.
En 1805 la Real Academia de Bellas Artes de San Fernando de Madrid convocó un concurso de pinturas con el tema de la fundación de las Nuevas Poblaciones por Carlos III. El primer premio fue para la obra de José Alonso del Rivero y el segundo premio para la de José de Odriozola y Oñativia. Otras pinturas para este concurso que se han conservado son las de Victorino López Herranz, Francisco Lacoma Sans y Felipe Abás Aranda.

## Nuevas Poblaciones delsigloXVIIIno regidas por el Fuero de 1767
Pablo de Olavide fundó en 1768 las poblaciones de Armajal y Prado del Rey, en terrenos que habían pertenecido al Concejo de Sevilla, con habitantes de la sierra de Grazalema y de la serranía de Ronda. Ambas terminaron conformando el municipio de Prado del Rey. Olavide también apoyó la creación, por Domingo López de Carvajal, de la población de Algar en 1775. Estas poblaciones no se beneficiaron del fuero de 1767.